# Platysteira tonsa
Platysteira tonsa là một loài chim trong họ Platysteiridae.